# Brachmia albinervis
Brachmia albinervis är en fjärilsart som beskrevs av Aleksey Maksimovich Gerasimov 1928. Brachmia albinervis ingår i släktet Brachmia och familjen stävmalar. Inga underarter finns listade i Catalogue of Life.